# Cophixalus clapporum
Espèce
Cophixalus clapporum est une espèce d'amphibiens de la famille des Microhylidae.

## Répartition
Cette espèce est endémique de l'île Woodlark dans les îles Trobriand en Papouasie-Nouvelle-Guinée.

## Étymologie
Cette espèce est nommée en l'honneur de George Edward Clapp et de sa fille Eleanor Elizabeth Christina Keisa Clapp.

## Publication originale
- Kraus, 2012 : Papuan frogs of the genus Cophixalus (Anura: Microhylidae): new synonyms, new species, and a dichotomous key. Zootaxa, no 3559, p. 1-36.